# Gus Van Sant
Gus Van Sant (* 24. července 1952 Louisville, Kentucky, USA) je americký filmový režisér, producent, fotograf a hudebník. Námětem jeho filmů jsou často nepřizpůsobiví mladiství a mladí dospělí, často s gay tématem či podtextem (sám režisér je otevřený gay).

## Život
Vystudoval školu Rhode Island School of Design. Žije v Portlandu ve státě Oregon.
V roce 1992 obdržel cenu Americké unie občanských svobod (American Civil Liberties Union) v státě Oregon za odvahu a tvůrčí příležitosti pro svobodu projevu.

## Dílo
Svůj první celovečerní film Mala Noche natočil v roce 1985. Pojednává o nenaplněné lásce Američana k mladému mexickému přistěhovalci. V roce 1989 vznikl jeho film Flákač/Narkomani/Feťák – roadmovie o dvou mladistvých narkomanech. Ve filmu Mé soukromé Idaho (1991) zpracoval příběh dvou prostitutů (Keanu Reeves a River Phoenix). Následovala komedie I na kovbojky občas padne smutek (1993) a poté film Zemřít pro (1995), ve kterém přesvědčuje mladá televizní moderátorka (Nicole Kidman), tři mladíky, aby zabili jejího manžela.
Komerčního úspěchu dosáhl v roce 1997 s filmem Dobrý Will Hunting (Robin Williams a Matt Damon), za nějž byl nominován na Oscara za nejlepší režii.
V roce 1998 následoval remake Hitchcockova klasického hororu Psycho. Za tento film získal Gus Van Sant Zlatou malinu v kategorii nejhorší režie.
Ve filmu Osudové setkání (2000) převezme stárnoucí spisovatel roli učitele pro afroamerického studenta (Sean Connery a Rob Brown).
Poté následovala trilogie, která se zabývá tématem smrti. Gerry (2002), Slon (2003) je film o školním masakru. Za tento snímek obdržel Zlatou palmu na Filmovém festivalu v Cannes v roce 2003. Trilogii uzavírá v roce 2005 drama Poslední dny, pro které čerpal inspiraci ze života Kurta Cobaina.
2007 se Van Sant zúčastnil se svým filmem Paranoid Park Filmového festivalu v Cannes a získal zvláštní jubilejní cenu 60. ročníku.
2009 získal svou druhou nominaci na Oscara za režii filmu Milk o politikovi Harvey Milkovi.
Van Sant natočil literární koláže s Williamem S. Burroughsem (Thanksgiving Prayer 1991) a Allenem Ginsbergem (Ballad of the Skeletons 1997), hudební klipy pro Davida Bowieho (1993, 2002) a skupinu Candlebox (1996). Rovněž natočil videoklip k písni „Under the Bridge“ skupiny Red Hot Chili Peppers. Pro tuto skupinu vytvořil booklet pro jejich album Stadium Arcadium.
Van Sant je činný i jako literát. Pro většinu ze svých předchozích filmů si napsal scénáře sám a je rovněž autorem románu Pink. Také mu vyšla fotografická sbírka pod názvem 108 Portraits.
Vydal rovněž hudební alba Gus Van Sant (1985) a 18 Songs About Golf (1997).

## Filmografie
jako režisér – celovečerní filmy
- 1985: Mala Noche
- 1989: Drugstore Cowboy (Flákač/Narkomani/Feťák)
- 1991: My Private Idaho (Mé soukromé Idaho)
- 1993: Even Cowgirls Get the Blues (I na kovbojky občas padne smutek)
- 1995: To Die For (Zemřít pro)
- 1997: Good Will Hunting (Dobrý Will Hunting)
- 1998: Psycho
- 2000: Finding Forrester (Osudové setkání)
- 2002: Gerry
- 2003: Elephant (Slon)
- 2005: Last Days (Poslední dny)
- 2006: Le Marais (povídka ve filmu Paris, je t'aime – Paříži, miluji tě)
- 2007: Paranoid Park
- 2008: Milk
- 2008: 8
- 2011: Neklid
- 2012: Země naděje
- 2012: My Own Private River
- 2015: The Sea of Trees
- 2018: Don't Worry, He Won't Get Far on Foot

jako herec
- 1991: My Private Idaho
- 1998: Psycho
- 2000: Finding Forrester
- 2001: Jay and Silent Bob Strike Back (Jay a Mlčenlivej Bob vrací úder)
- 2004: Entourage (Vincentův svět – TV seriál)
- 2005: Last Days

jako producent
- 1995: Kids
- 1999: Speedway Junky
- 2003: Tarnation
- 2006: Wild Tigers I Have Known